# Chapelle-Voland
Chapelle-Voland là một xã của tỉnh Jura, thuộc vùng Bourgogne-Franche-Comté, miền đông nước Pháp.